# هرات (ایران)
هِرات مرکز شهرستان خاتم است که در جنوبی‌ترین نقطهٔ استان یزد میان استان فارس و استان کرمان، در مسیر بزرگراه در حال احداث مهریز به نی‌ریز واقع شده است. 

نقشه استان پارس ساسانی از دوره قباد یکم تا یزدگرد سوم

## موقعیت جغرافیایی
از شمال با شهرستان مروست (استان یزد)، از شرق با شهربابک(استان کرمان) و از غرب با شهرستان‌های بختگان، سرچهان و بوانات (استان فارس) و از جنوب با مشکان (استان فارس) همسایه است.

## جمعیت
جمعیت این شهر بنا بر سرشماری سال ۱۳۹۵ مرکز آمار ایران، برابر ۱۳٬۰۳۲ نفر می‌باشد. هرات در سه‌راهی یزد، شیراز، کرمان قرار گرفته و به سه استان متصل است.

## جاذبه‌های گردشگری
از جاذبه‌های این شهر می‌توان به سرچشمهٔ نهر مسیح در ۵ کیلوتری جنوب شرق شهر هرات، قلعهٔ ملکی، قلعهٔ محمد کریم خان، قلعهٔ محمد باقری، منطقه حفاظت شده باغ شادی و باغ معدن، پناهگاه حیات وحش بروئیه و … اشاره کرد. 

نمایی از تالار فرهنگیان هرات در خیابان نهر مسیح غربی، هرات، استان یزد، ایران

## جاذبه‌های هرات

### منطقه حفاظت شده باغ شادی
منطقه حفاظت شده باغ شادی بخشی از جنگل‌های استان فارس بوده که جدیداً در اختیار استان یزد قرار گفته و با وسعتی معادل ۹ هزار هکتار از نوع جنگل‌های زاگرسی و تنها منطقهٔ جنگلی استان است. پوشش گیاهی این منطقه: بنه، بادام کوهی، کیکم، ارژن، آلوچهٔ وحشی، درمنه، گون، شقایق وحشی و … است.

### قلعهٔ محمد باقری هرات
قلعه‌ای است با نقشهٔ چهار ضلعی و قدمت ۳۰۰ ساله که منسوب به «حاج محمدباقر» نامی است. سال داخلی آن در سال ۱۳۶۵ ه‍.ش بر اثر سیل ویران شده، اما سردر ورودی و برج‌های بنا کاملاً سالم مانده است.

### نهر مسیح
سرچشمهٔ نهرمسیح در ۵ کیلومتری جنوب شرق شهر هرات که در راه آن قنات احمدآباد، اکبرآباد و دیوار مرگ قرار گرفته.

رود نهر مسیح هرات

### منطقهٔ شکار ممنوع قره‌تپهٔ هرات
قره‌تپه با ۸۰ هزار هکتار مساحت از جنوب به شهر هرات می‌رسد و شاخص‌ترین زیستگاه هوبره در ایران است. این پرنده از نظر ملی گونه‌ای حفاظت‌شده و از نظر جهانی در فهرست سرخ اتحادیهٔ بین‌المللی حفاظت از محیط‌زیست قرار دارد. شایان ذکر است قره‌تپهٔ هرات زیستگاه گونه‌های منحصربه‌فرد دیگری از جانوران کمیاب مانند گوزن زرد، آهو و زاغ بور نیز می‌باشد. هوبره همچنین در پناهگاه حیات وحش هامون نیز به وفور یافت می‌شود.

## آب و هوا
هرات دارای اقلیم بیابانی گرم و خشک بوده اختلاف دمای شب و روز معمولاً در آن بالاست. این شهر دمای هوای متوسط بالای دارد که در ماه تیر به حدود ۴۱ درجه سانتی‌گراد (۱۰۵ درجه فارنهایت) می‌رسد. زمستان‌ها، اگرچه روزها ملایم هستند، شب‌ها دمای آن به حدود ۱ درجه سانتی‌گراد (۳۴ درجه فارنهایت) در ماه دی کاهش می‌یابد.
بارش سالانه در این شهر کمتر از ۵۰ میلی‌متر (۲ اینچ) است و بیشتر در اواخر زمستان و اوایل بهار رخ می‌دهد. رطوبت در طول سال پایین باقی می‌ماند و معمولاً بین ۱۰٪ تا ۳۸٪ متغیر است. اختلاف دمای بالای شبانه‌روزی در هرات که به دلیل آسمان‌های صاف و رطوبت کم جو ایجاد می‌شود منجر به سرمای سریع پس از غروب آفتاب می‌شود که شب‌های خنک حتی در تابستان را به دنبال دارد. آب‌وهوای هرات تحت تأثیر موقعیت جغرافیایی آن در نزدیکی بیابان لوت قرار دارد، بیابانی که به‌خاطر گرمای شدید، پوشش گیاهی کم و بادهای موسمی قوی شناخته شده است.
| داده‌های اقلیم هرات، استان یزد                                                            | داده‌های اقلیم هرات، استان یزد | داده‌های اقلیم هرات، استان یزد | داده‌های اقلیم هرات، استان یزد | داده‌های اقلیم هرات، استان یزد | داده‌های اقلیم هرات، استان یزد | داده‌های اقلیم هرات، استان یزد | داده‌های اقلیم هرات، استان یزد | داده‌های اقلیم هرات، استان یزد | داده‌های اقلیم هرات، استان یزد | داده‌های اقلیم هرات، استان یزد | داده‌های اقلیم هرات، استان یزد | داده‌های اقلیم هرات، استان یزد | داده‌های اقلیم هرات، استان یزد |
| ماه                                                                                      | ژانویه                        | فوریه                         | مارس                          | آوریل                         | مه                            | ژوئن                          | ژوئیه                         | اوت                           | سپتامبر                       | اکتبر                         | نوامبر                        | دسامبر                        | سال                           |
| ---------------------------------------------------------------------------------------- | ----------------------------- | ----------------------------- | ----------------------------- | ----------------------------- | ----------------------------- | ----------------------------- | ----------------------------- | ----------------------------- | ----------------------------- | ----------------------------- | ----------------------------- | ----------------------------- | ----------------------------- |
| سابقهٔ بیش‌ترین °C (°F)                                                                    | ۲۰٫۵ (۶۹)                     | ۲۱٫۰ (۷۰)                     | ۲۶٫۳ (۷۹)                     | ۳۲٫۰ (۹۰)                     | ۳۸٫۰ (۱۰۰)                    | ۴۱٫۲ (۱۰۶)                    | ۴۲٫۳ (۱۰۸)                    | ۴۱٫۵ (۱۰۷)                    | ۳۹٫۰ (۱۰۲)                    | ۳۵٫۰ (۹۵)                     | ۲۶٫۷ (۸۰)                     | ۲۱٫۸ (۷۱)                     | ۴۲٫۳ (۱۰۸)                    |
| میانگین بیش‌ترین °C (°F)                                                                  | ۱۵٫۳ (۶۰)                     | ۱۶٫۱ (۶۱)                     | ۲۰٫۴ (۶۹)                     | ۲۵٫۶ (۷۸)                     | ۳۲٫۱ (۹۰)                     | ۳۷٫۵ (۱۰۰)                    | ۳۹٫۴ (۱۰۳)                    | ۳۸٫۸ (۱۰۲)                    | ۳۵٫۴ (۹۶)                     | ۲۹٫۵ (۸۵)                     | ۲۰٫۴ (۶۹)                     | ۱۵٫۶ (۶۰)                     | ۲۸٫۵ (۸۳)                     |
| میانگین روزانه °C (°F)                                                                   | ۸٫۲ (۴۷)                      | ۹٫۰ (۴۸)                      | ۱۳٫۱ (۵۶)                     | ۱۸٫۶ (۶۵)                     | ۲۴٫۵ (۷۶)                     | ۲۹٫۳ (۸۵)                     | ۳۱٫۲ (۸۸)                     | ۳۰٫۶ (۸۷)                     | ۲۷٫۷ (۸۲)                     | ۲۱٫۹ (۷۱)                     | ۱۴٫۵ (۵۸)                     | ۹٫۴ (۴۹)                      | ۲۰٫۲ (۶۸)                     |
| میانگین کم‌ترین °C (°F)                                                                   | ۱٫۱ (۳۴)                      | ۲٫۱ (۳۶)                      | ۵٫۹ (۴۳)                      | ۱۰٫۴ (۵۱)                     | ۱۶٫۲ (۶۱)                     | ۲۱٫۳ (۷۰)                     | ۲۳٫۱ (۷۴)                     | ۲۲٫۸ (۷۳)                     | ۲۰٫۱ (۶۸)                     | ۱۴٫۳ (۵۸)                     | ۷٫۶ (۴۶)                      | ۲٫۹ (۳۷)                      | ۱۰٫۷ (۵۱)                     |
| بارندگی میلی‌متر (اینچ)                                                                   | ۱۱٫۴ (۰٫۴۵)                   | ۱۰٫۳ (۰٫۴۱)                   | ۱۷٫۵ (۰٫۶۹)                   | ۲۰٫۴ (۰٫۸)                    | ۱۰٫۹ (۰٫۴۳)                   | ۰٫۵ (۰٫۰۲)                    | ۰٫۰ (۰)                       | ۰٫۱ (۰)                       | ۲٫۳ (۰٫۰۹)                    | ۶٫۸ (۰٫۲۷)                    | ۱۴٫۰ (۰٫۵۵)                   | ۹٫۱ (۰٫۳۶)                    | ۹۲٫۸ (۳٫۶۵)                   |
| میانگین روزهای بارندگی                                                                   | ۳٫۱                           | ۳٫۰                           | ۴٫۲                           | ۴٫۸                           | ۳٫۰                           | ۰٫۳                           | ۰٫۱                           | ۰٫۱                           | ۰٫۹                           | ۲٫۵                           | ۴٫۱                           | ۳٫۰                           | ۳۰٫۴                          |
| درصد رطوبت                                                                               | ۳۶                            | ۳۴                            | ۳۲                            | ۲۸                            | ۲۱                            | ۱۷                            | ۱۶                            | ۱۶                            | ۱۸                            | ۲۲                            | ۲۶                            | ۳۰                            | ۲۳                            |
| منبع: https://weatherspark.com/y/105370/Average-Weather-in-Shahr-e-Herāt-Iran-Year-Round |                               |                               |                               |                               |                               |                               |                               |                               |                               |                               |                               |                               |                               |

## فاصلهٔ هرات با برخی از شهرها
- هرات-یزد

۲۴۰ کیلومتر
مسیر: هرات، هرابرجان، مروست، تنگ چنار، مهریز، یزد
- هرات-شیراز

۲۷۰ کیلومتر

مسیر: هرات، خوانسار، توجردی، کره‌ای (سرچهان)، قادرآباد، سعادت شهر، مرودشت، شیراز
- هرات-کرمان

۳۰۰ کیلومتر

مسیر: هرات، شهربابک، رفسنجان، کرمان
- هرات-اصفهان

۴۳۰ کیلومتر

مسیر: هرات، هرابرجان، بوانات، صفاشهر، آباده، شهرضا، اصفهان

## دانشگاه‌ها
1. دانشگاه آزاد اسلامی واحد هرات
2. دانشکدهٔ فنی امین

## نگارخانه

تفرجگاه نهر مسیح هرات
تفرجگاه نهر مسیح هرات
تفرجگاه نهر مسیح هرات
تفرجگاه نهر مسیح هرات
تفرجگاه نهر مسیح هرات
تفرجگاه نهر مسیح هرات
تفرجگاه نهر مسیح هرات